# Eugenio Mastrandrea
Eugenio Mastandrea (Roma, 9 dicembre 1993) è un attore italiano.
Dopo aver interpretato uno dei co-protagonisti della miniserie Rai La fuggitiva, nel 2022 ha ottenuto un ruolo da protagonista nella serie Netflix From Scratch - La forza di un amore.

## Biografia
Figlio di un dirigente di imprese di trasporti internazionali, che ne ha sempre incoraggiato le ambizioni artistiche, completa la sua formazione frequentando l'accademia nazionale d'arte drammatica. Esegue il suo debutto nel film del 2012 ACAB - All Cops Are Bastards, in cui interpreta il ruolo di Giancarlo. Soltanto dopo 9 anni, nel 2021, l'attore ottiene il suo secondo ruolo di rilievo nella miniserie Rai La fuggitiva, in cui interpreta uno dei personaggi principali. In seguito a questa esperienza, Mastrandrea ottiene un ruolo da protagonista al fianco di Zoe Saldana nella serie Netflix From Scratch - La forza di un amore, produzione che riscuote un notevole successo a livello internazionale. Viene successivamente confermato nel cast principale di The Equalizer 3 - Senza tregua, film con protagonista Denzel Washington distribuito a partire dall'agosto 2023. Nel 2024 entra a far parte della quattordicesima stagione della longeva serie Rai Don Matteo nel ruolo del nuovo Capitano dei Carabinieri Diego Martini.

## Filmografia

### Attore

#### Cinema
- ACAB - All Cops Are Bastards, regia di Stefano Sollima (2012)
- The Equalizer 3 - Senza tregua (The Equalizer 3), regia di Antoine Fuqua (2023)
- Cercando Itaca, regia di Sergio Basso (2025)

#### Televisione
- Nero a metà – serie TV, episodio 1x10 (2018)
- La fuggitiva – miniserie TV, 8 episodi (2021)
- From Scratch - La forza di un amore – serie TV, 8 episodi (2022)
- Don Matteo – serie TV, 10 episodi (2024-in corso)